# Quemusia cordillera
Quemusia cordillera is een spinnensoort uit de familie Desidae. De soort komt voor in New South Wales.